# W. S. 길버트

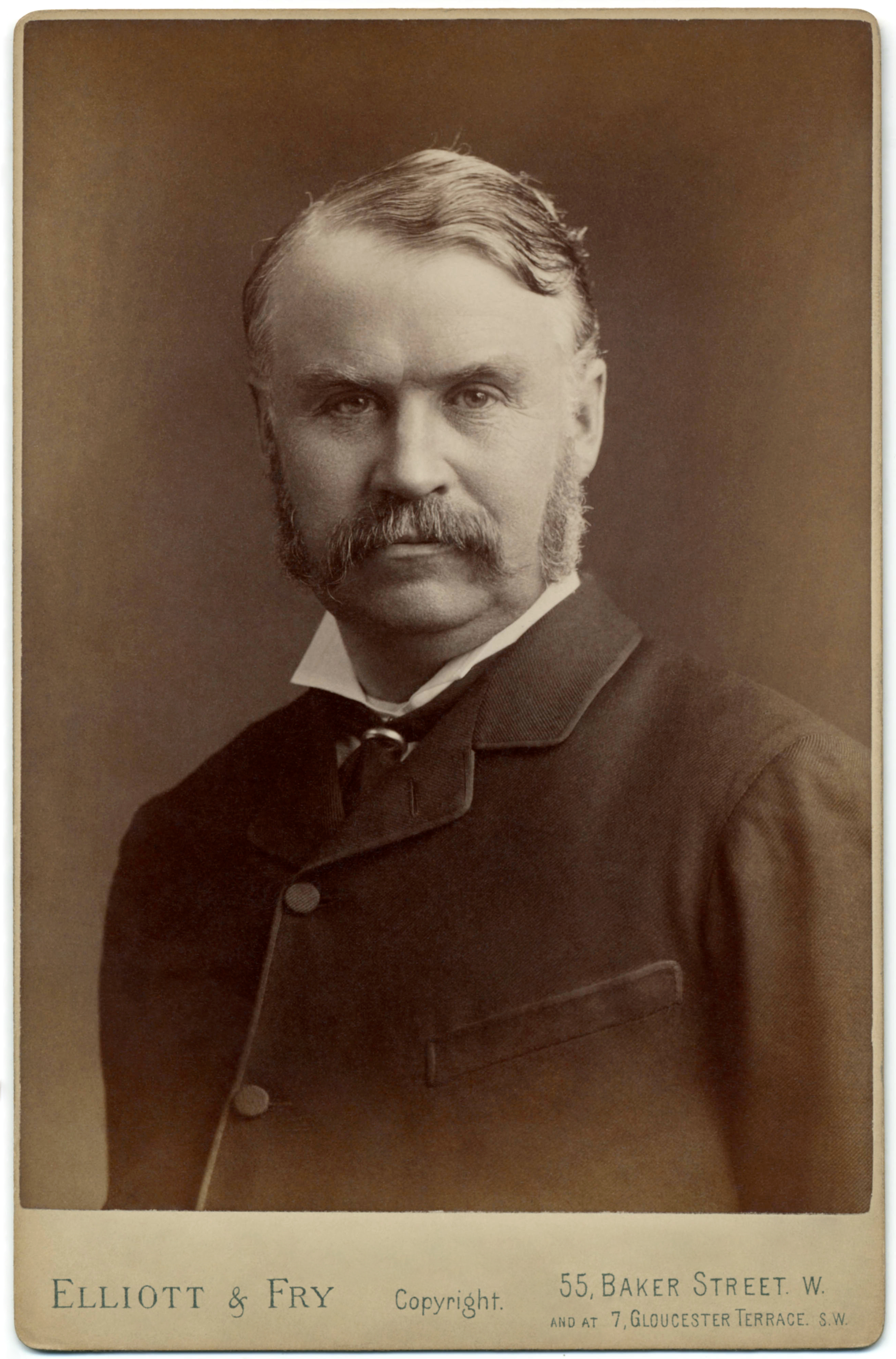
W. S. 길버트 (1878년)

윌리엄 슈벵크 길버트(영어: Sir William Schwenck Gilbert, 1836년 11월 18일 ~ 1911년 5월 29일)은 영국의 극작가, 시인, 삽화가이며, 작곡가 아서 설리번과의 합작으로 잘 알려져 있다.

## 서훈
- 1907년 기사작위(Knight Bachelor) 서임[1]